# New Boston (Ohio)
New Boston – wieś w Stanach Zjednoczonych, w stanie Ohio, w hrabstwie Scioto.